# General purpose
Nelle scienze applicate e in merceologia, si definisce general-purpose (lett. "scopo generale" in inglese, traducibile "per uso generale") un dispositivo, strumento o meccanismo caratterizzato da una certa versatilità, adatto a molti impieghi e non specializzati per particolari esigenze. Al contrario vengono definiti single purpose o special purpose quei dispositivi che vengono realizzati direttamente per compiti specifici.
Le espressioni sono usate principalmente in elettronica e informatica: l'esempio più lampante di dispositivo general purpose è quello del personal computer (PC), strumento informatico adattabile per ogni utilizzo grazie alla possibilità di installare svariate applicazioni o programmi utili per l'utente, eseguibili poi dal processore; dispositivi special purpose sono invece i router (dispositivi elettronici appositi integrati per connettere reti informatiche), le centraline elettroniche delle autovetture o le console per i videogiochi.
Con general purpose technology si indica un insieme di tecnologie che possono influenzare un'intera economia (di solito a livello nazionale o globale). Esse hanno il potenziale di alterare drasticamente le società attraverso il loro impatto sulle strutture economiche e sociali preesistenti. Gli esempi includono il motore a vapore, la ferrovia, le parti intercambiabili, l'elettricità, l'elettronica, l'informatica, la movimentazione dei materiali, la meccanizzazione, la teoria del controllo o automazione, l'automobile, il computer, Internet, la medicina e la blockchain.